# 広霊県
広霊県（こうれい-けん）は中華人民共和国山西省大同市に位置する県。

## 歴史
924年（同光2年）、後唐により設置された広陵県を前身とする。金代に広霊県と改称された。
1949年から1952年にかけたは察哈爾省の管轄とされた。1958年に廃止となり渾源県に編入されたが、1960年に再設置され現在に至る。

## 行政区画
- 鎮:壷泉鎮、南村鎮、梁荘鎮、加斗鎮、作疃鎮
- 郷:一斗泉郷、蕉山郷、宜興郷

## 名所
- 水神堂
- 黄龍峪
- 漢白玉石林
- 聖眷峪
- 白羊峪